# Chevelle Hallback
Chevelle Hallback est une boxeuse professionnelle américaine née le 3 septembre 1971 à Plant City, Floride.

## Carrière
Championne du monde poids plumes WIBF à son 5e combat en 1998, elle remporte la ceinture WIBA dans la catégorie super-plumes en 2004 et IFBA en poids légers le 13 juin 2008.
Le 26 mars 2010, elle affronte et perd aux points face à sa compatriote Holly Holm puis contre Myriam Lamare à Toulon le 5 novembre 2011.